# Karabinek CR 21
CR-21 – karabinek automatyczny w układzie bullpup zaprojektowany przez konstruktorów z firmy Vektor (RPA).

## Historia konstrukcji
W 1972 roku Republika Południowej Afryki zakupiła licencję na izraelski karabinek automatyczny Galil. W następnym roku rozpoczęto w zakładach Vektor (część koncernu Denel) produkcję nieco zmodernizowanego karabinku Galil pod nazwą R4 (karabinek) i R5 (subkarabinek).
Na początku lat dziewięćdziesiątych armia RPA zaczęła poszukiwać nowego karabinu, który przy długości lufy nie mniejszej niż w R4 miałby zdecydowanie mniejszą długość całkowitą. Konstruktorzy firmy Vector zaproponowali w odpowiedzi przeprojektowanie karabinka R4 do układu bullpup. Zachowano starą lufę i komorę zamkową. Suwadło pozbawiono rękojeści przeładowania i wyposażono w występ współpracujący z mechanizmem przeładowania i nową rękojeścią przeładowania umieszczoną po lewej stronie broni (ruch rękojeści przeładowania jest przenoszony na suwadło za pomocą żerdzi). Chwyt i mechanizm spustowy przeniesiono przed magazynek i połączono z mechanizmem uderzeniowym za pomocą pręta. Mechanizmy umieszczono w obudowie z czarnego tworzywa sztucznego, której tylne zakończenie pełni funkcję trzewika kolby, a przednie łoża. Okno wyrzutowe łusek znajduje po prawej strony obudowy, na wysokości twarzy. Ponieważ łuski wyrzucane są w prawo, uniemożliwia to strzelanie z lewego ramienia.
Nowy karabinek zaprezentowano publicznie podczas targów broni w Malezji w roku 1997 jako „Compact Rifle for the 21st century”, w skrócie CR-21. Opracowano także subkarabinek ze skróconą lufą. CR 21 nie był produkowany seryjnie.

## Opis konstrukcji
Karabinek CR-21 jest indywidualną bronią samoczynno-samopowtarzalną. Zasada działania automatyki oparta na wykorzystaniu energii gazów prochowych odprowadzanych przez boczny otwór lufy. Wyciąg sprężynujący umieszczono w zamku, wyrzutnikiem jest występ komory zamkowej. Ryglowanie przez obrót zamka w lewo (dwa rygle). Mechanizm spustowy umożliwia strzelanie ogniem pojedynczym i seriami. Przełącznik rodzaju ognia po obu stronach kolby. Oddzielny bezpiecznik mający formę kołka umieszczonego w miejscu połączenia osłony spustu z łożem. Zasilanie z dwurzędowych magazynków łukowych o pojemności 30 naboi. Lufa gwintowana, z sześcioma bruzdami o skoku 228 mm. Celownik optyczny bez powiększenia. Na górnej części celownika optycznego odlane są proste przyrządy celownicze, składające się z muszki i szczerbinki, używane w sytuacjach awaryjnych.